# Российский НИИ комплексного использования и охраны водных ресурсов
Российский научно-исследовательский институт комплексного использования и охраны водных ресурсов (ФГУП РосНИИВХ) — научно-исследовательский институт МПР России, расположен в городе Екатеринбурге Свердловской области.

## История и структура
Институт образован приказом Министра мелиорации и водного хозяйства РСФСР от 9 сентября 1969 года № 524. Сначала назывался Уральский научно-исследовательский институт водного хозяйства, затем (до 1991 года) Уральский научно-исследовательский институт комплексного использования и охраны водных ресурсов (УралНИИВХ).
Структура института включает головной институт и пять филиалов в городах: Владивосток, Чита, Пермь, Новочеркасск Ростовской области, Уфа. В институте и его филиалах работает 33 доктора наук и 63 кандидата наук. Директор — Прохорова Надежда Борисовна, доктор экономических наук, профессор, Заслуженный эколог РФ.
Институт имеет свидетельство о государственной аккредитации научной организации № 4888 от 20.02.2003. В институте работает диссертационный совет по защите докторских и кандидатских диссертаций по специальности 25.00.36 «Геоэкология». Действует Экспертный центр по экспертизе деклараций безопасности, который включён в «Перечень организаций, создающих экспертные центры, и организаций, привлекаемых к экспертизе по специальным вопросам», утвержденный приказом МПР России № 39 от 02.03.99 г. Зоной действия Экспертного центра являются: Республика Башкортостан, Свердловская, Челябинская, Оренбургская, Курганская, Тюменская, Кировская области, Пермский край и Ханты-Мансийский автономный округ.

## Основные направления научных исследований
- Исследование интегрированного управления использованием, воспроизводством и охраной водных ресурсов
- Развитие законодательной и нормативно-методической базы в области водных ресурсов
- Нормативное, методическое и технологическое обеспечение безопасности гидротехнических сооружений и водообеспечения
- Критерии и показатели экономической безопасности водопользования
- Разработка методов и средств рационального природопользования на водосборных территориях и в водоохранных зонах
- Информационно-аналитическое обеспечение управления водными объектами, водохозяйственной и водоохранной деятельностью
- Научное обеспечение международного сотрудничества по использованию и охране водных ресурсов

## Международные контакты
РосНИИВХ — действительный член Европейской Водной Ассоциации (EWA), а также член Европейского Центра Восстановления Рек (ECRR). Поддерживаются контакты с учеными Нидерландов, Франции, Италии, Дании, Германии, Китая.

## Обучение
В 2000 году на базе РосНИИВХ создан учебный центр по интегрированному управлению водными ресурсами, где проводится профессиональная подготовка руководителей и специалистов, ответственных за использование и охрану водных ресурсов, экологов предприятий и муниципальных образований.

## Периодические издания
Институтом издаётся научно-практический журнал «Водное хозяйство России» — официальное периодическое издание в информационной системе Федерального агентства водных ресурсов. Журнал имеет Международный стандартный серийный номер ISSN, включён в базу данных Научной Электронной Библиотеки и в систему Российского индекса научного цитирования, издание включено в Реферативный журнал и базы данных ВИНИТИ. Периодичность выхода журнала — 6 номеров в год. С 1999 года издаётся также газета «Вода России».